# صحنه‌سرا
صحنه‌سرا، روستایی از توابع بخش مرکزی شهرستان رودسر در استان گیلان ایران است.

## جمعیت
این روستا در دهستان چینی جان قرار دارد و براساس سرشماری مرکز آمار ایران در سال ۱۳۸۵، جمعیت آن ۲۸۱ نفر (۹۱خانوار) بوده‌است.

## توصیف کلی
روستای صحنه سرا ( به گویش محلی SAHNÉ SORON ) واقع در دهستان چینی جان بخش مرکزی شهرستان رودسر ، از ضلع شمالی در همسایگی روستای مازندان محله ، از ضلع جنوبی در همسایگی روستای تمیجان ، از ضلع شرقی در همسایگی روستای کلکاسرا و از ضلع غربی در همسایگی روستای گواسرا قرار دارد . قسمت غربی ( مسکونی ) این روستا از نظر توپولوژی در نجد قرار گرفته که بر خلاف قسمت شرقی ( باغ های توت ) آن ، اهالی از سیلاب های پاییزی ایمن هستند . در صحنه سرا به دلیل استعداد زراعی بالا انواع درختان و گیاهان وحشی می روید و تولید و فروش محصولات کشاورزیی ، پرورش و فروش ماکیان ، شکار پرندگان مهاجر و صید ماهی در رودخانه از منابع درآمد اهالی می باشد . در گذشته 2 ماه اول بهار به پرورش کرم ابریشم یا نوغان داری اختصاص داشته و از ماه سوم بهار ، کشت مزارع برنج آغاز و تا ماه دوم پاییز محصول برنج کاملا برداشت می شده . چین برگ سبز چایی نیز 2 بار در سال در ایام کم آبی و 3 بار در سال در ایام پرآبی انجام می گرفته . امروزه بعلت از بین رفتن حرفه نوغان داری و خشک شدن باغات چای روستا ، اولین ماه بهار کشت مزارع برنج آغاز و تا دومین ماه تابستان کاملا برداشت می شود . در فصل پاییز و زمستان برخی از کشاورزان با ساخت نمه خال در مزارع خود اقدام به شکار پرندگان مهاجر می نمودند که اکنون نیز این روش ادامه دارد و همچنین برخی از اهالی از اواخر زمستان تا اوایل تابستان در رودخانه به صید ماهی مشغولند . صحنه سرا  2 محله دارد ، پایین محله و بالا محله که مسجد و قبرستان و امامزاده سید ابراهیم ، در بالا محله واقع شده اند . درخت آزاد کهنسالی در این قبرستان استوار است که چندین سال پیش به علت آفت بخشی از آن قطع شد . رودخانه البرز ( ولیسارود سابق ) که از ارتفاعات املش آغاز ، به شلمانرود متصل و به دریا می ریزد ؛ در این روستا جاری است . مسیر این رودخانه در 100 سال اخیر تغییر چندانی نداشته اما از چندین نهر آب و آب بندان که برای مشروب ساختن مزارع صحنه سرا وجود داشته ، اثری به جا نمانده . 2 آبدنگ در مسیر این رودخانه قرار داشته که امروزه آثاری از این دو آبدنگ هم باقی نمانده . صحنه سرا در مسیر جاده قدیم رودسر به املش واقع شده که با گذر از روستاهای چینی جان و میان پشته و باقر آباد ؛ به شهر رودسر و گذر از روستاهای تمیجان ، کهنه گوراب و لگموج ؛ به شهر املش دسترسی دارد . این روستا را بومیان SAHNÉ SORON و اکابر SARÉ SORON  تلفظ می کنند . 

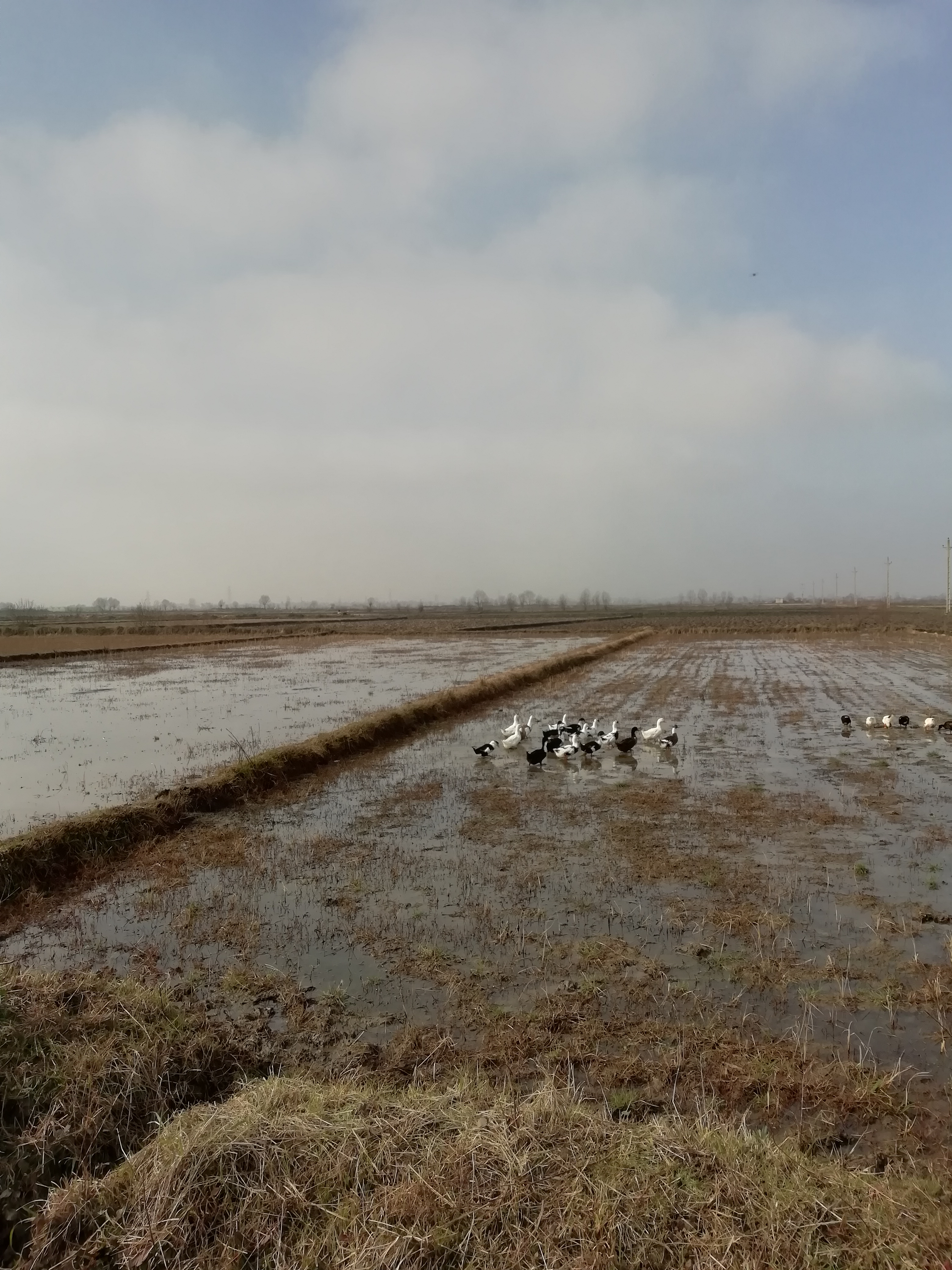
مزارع صحنه سرا در پاییز
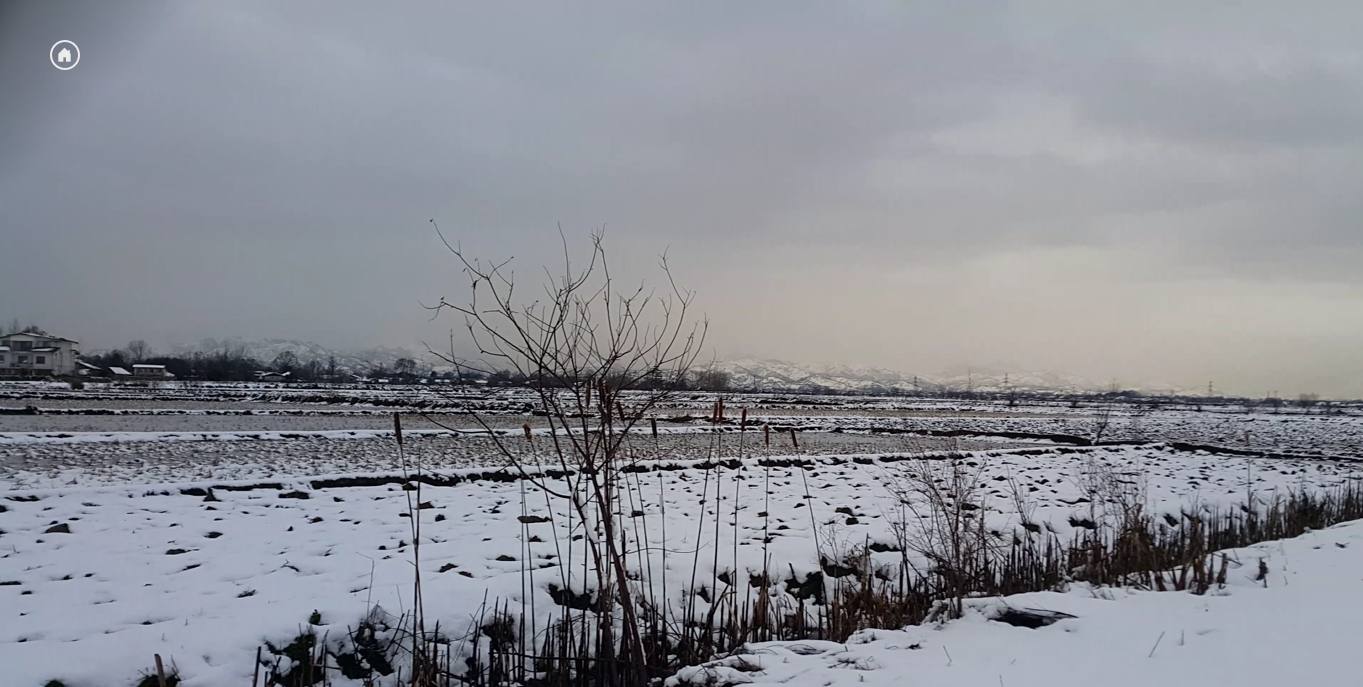
مزارع صحنه سرا در زمستان
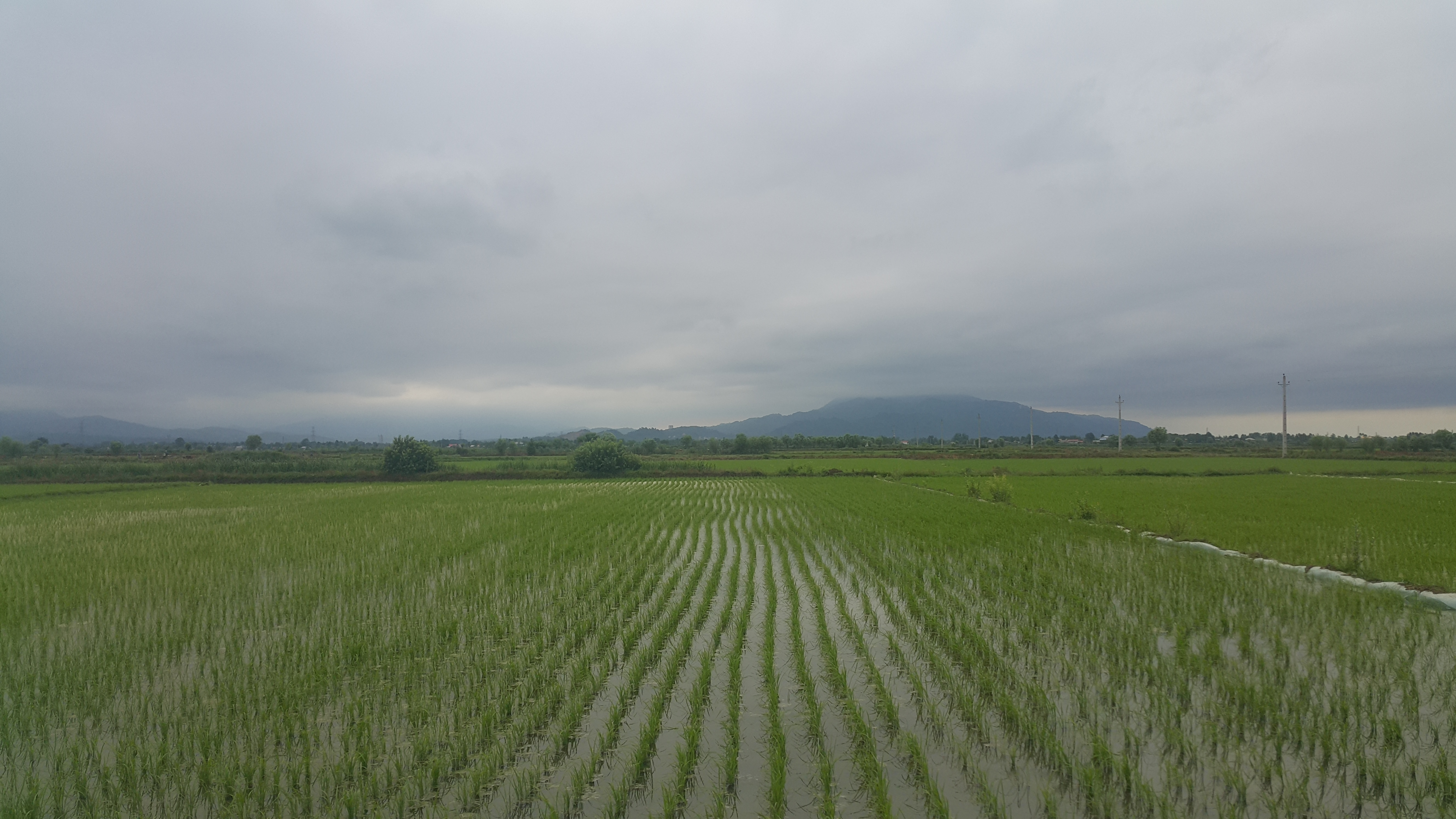
مزارع صحنه سرا در بهار
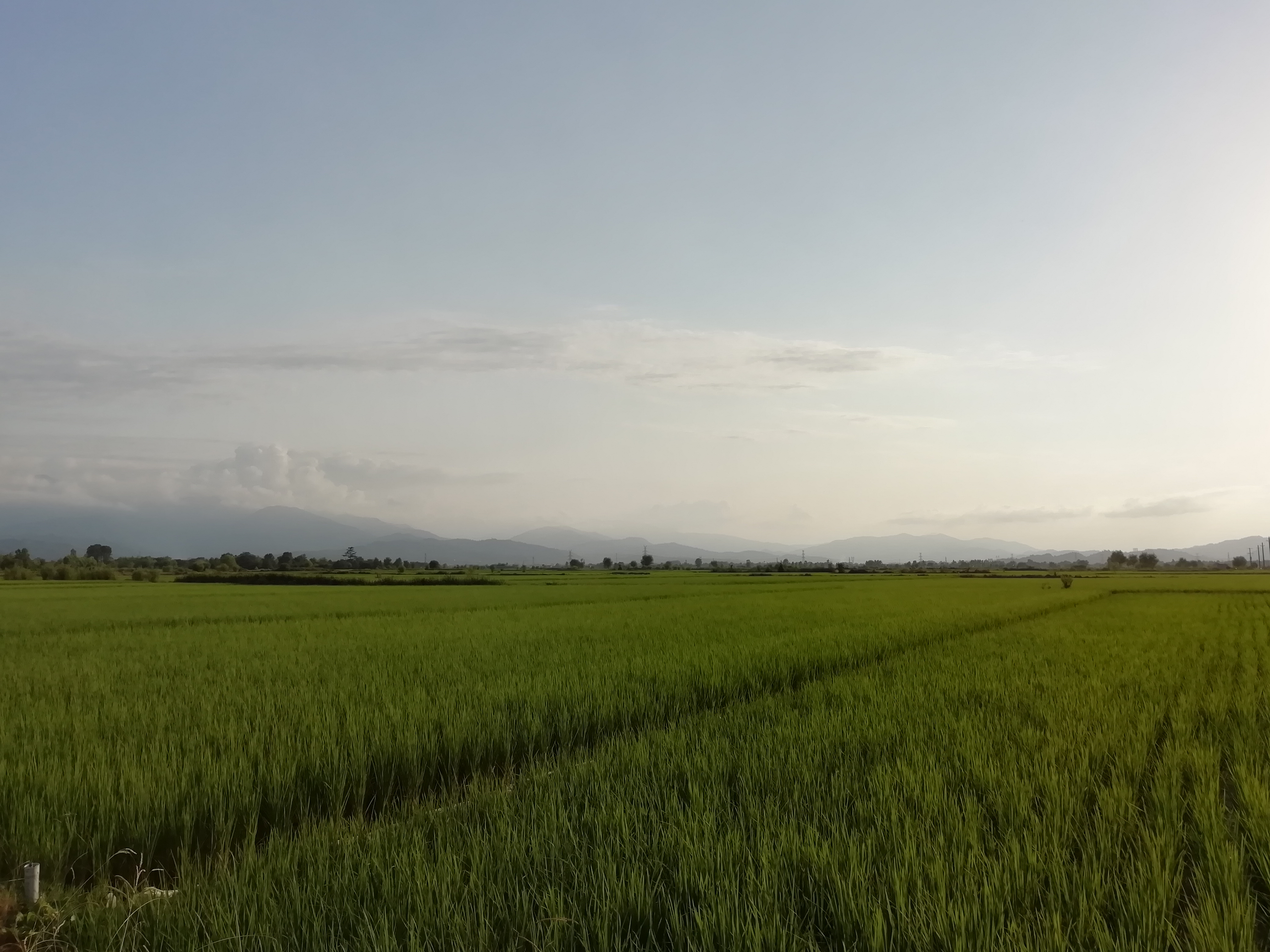
مزارع صحنه سرا در تابستان
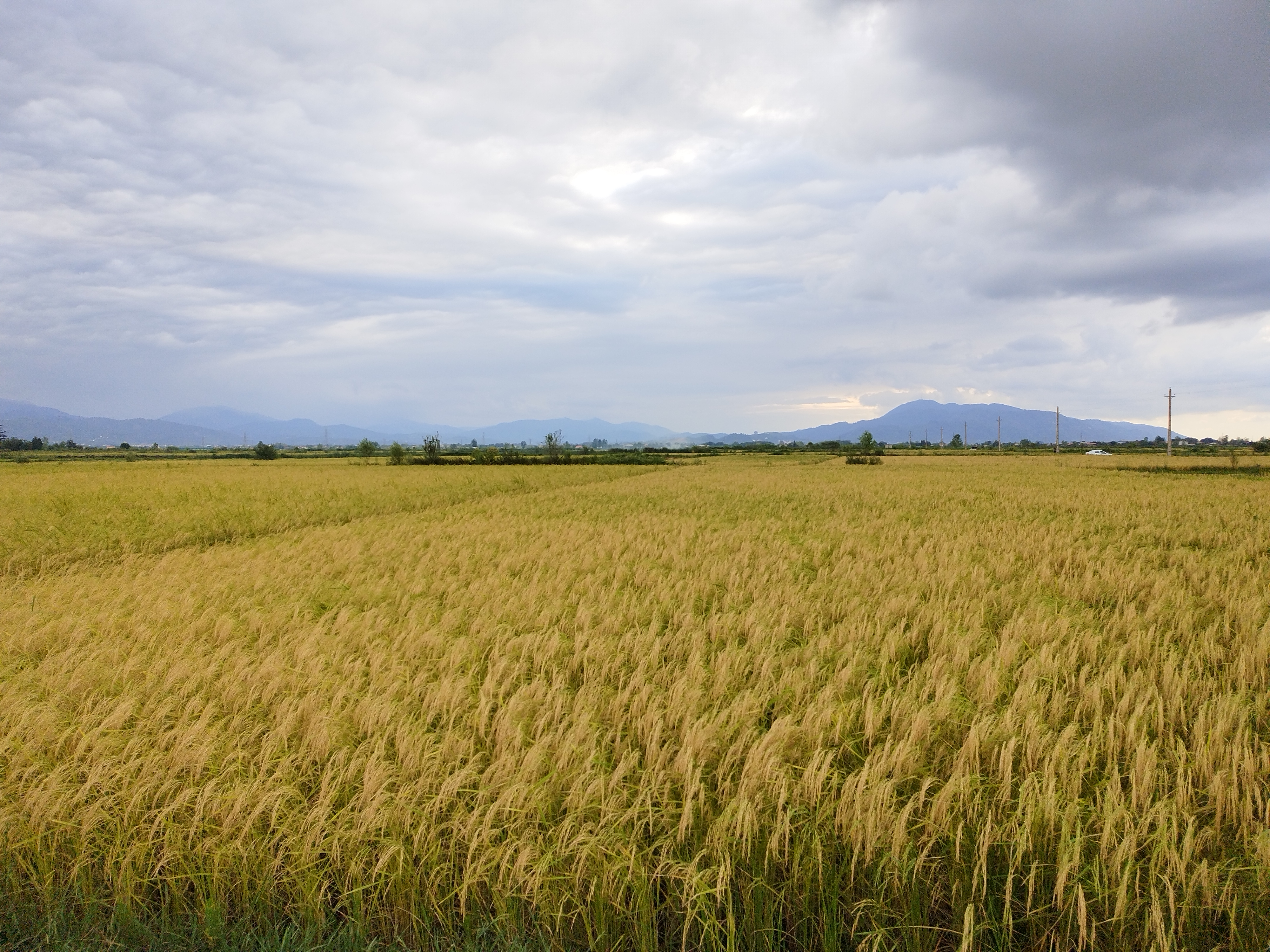
مزارع صحنه سرا قبل از برداشت برنج
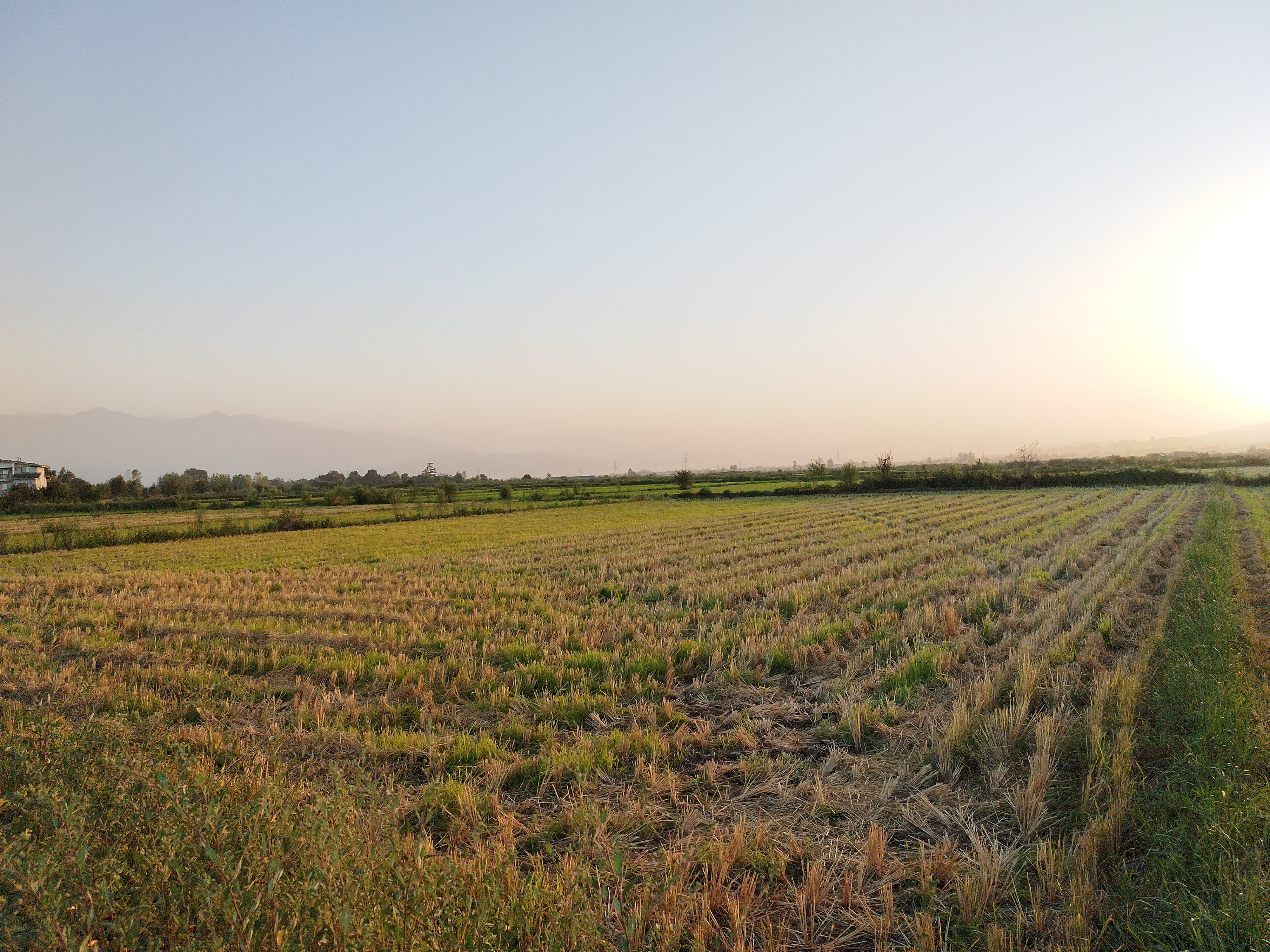
مزارع صحنه سرا پس از برداشت محصول